# 1800 en arts plastiques
| Années des arts plastiques : 1797 - 1798 - 1799 - 1800 - 1801 - 1802 - 1803    |
| Décennies des arts plastiques : 1770 - 1780 - 1790 - 1800 - 1810 - 1820 - 1830 |

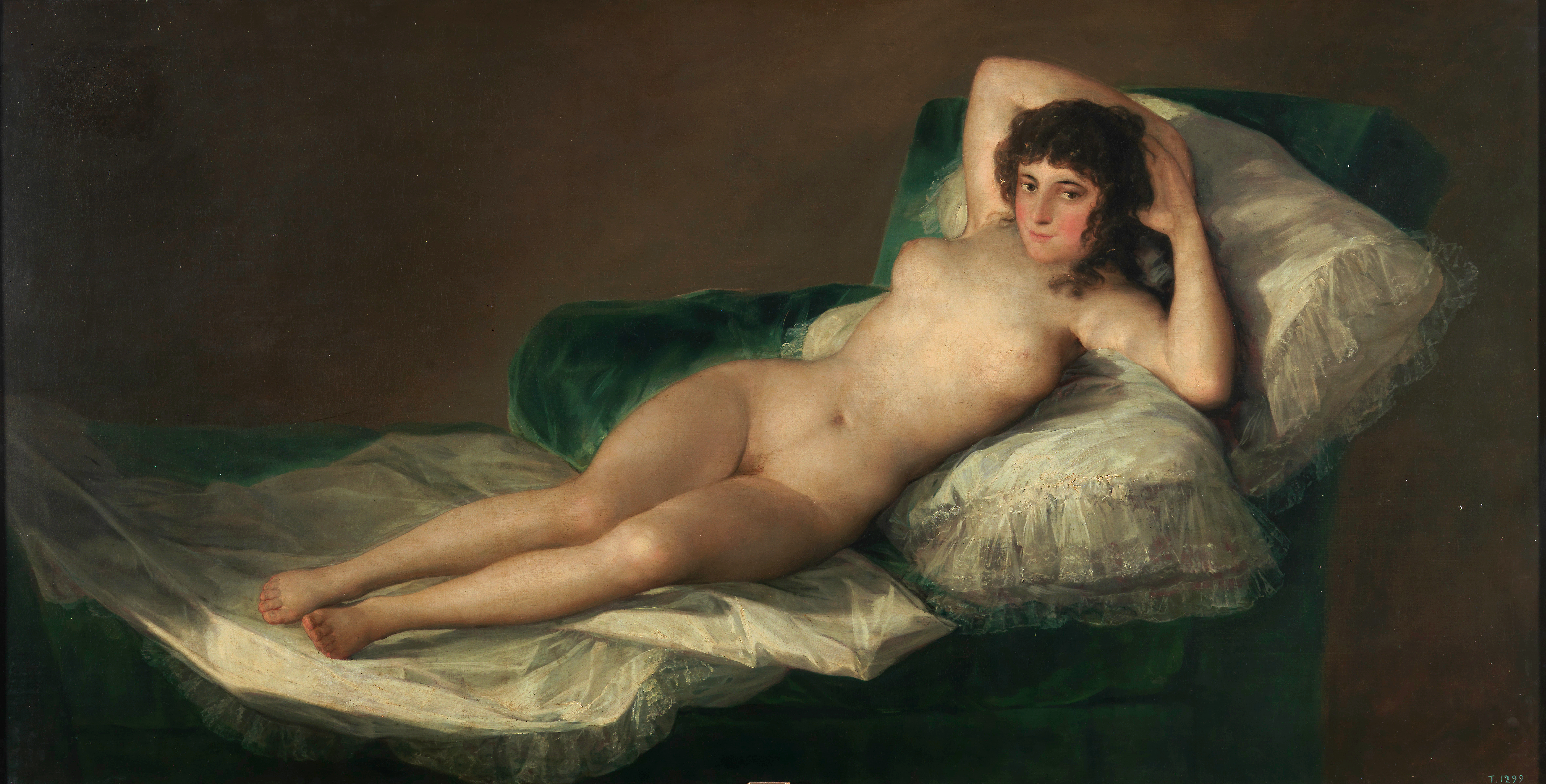
La Maja desnuda de Goya.

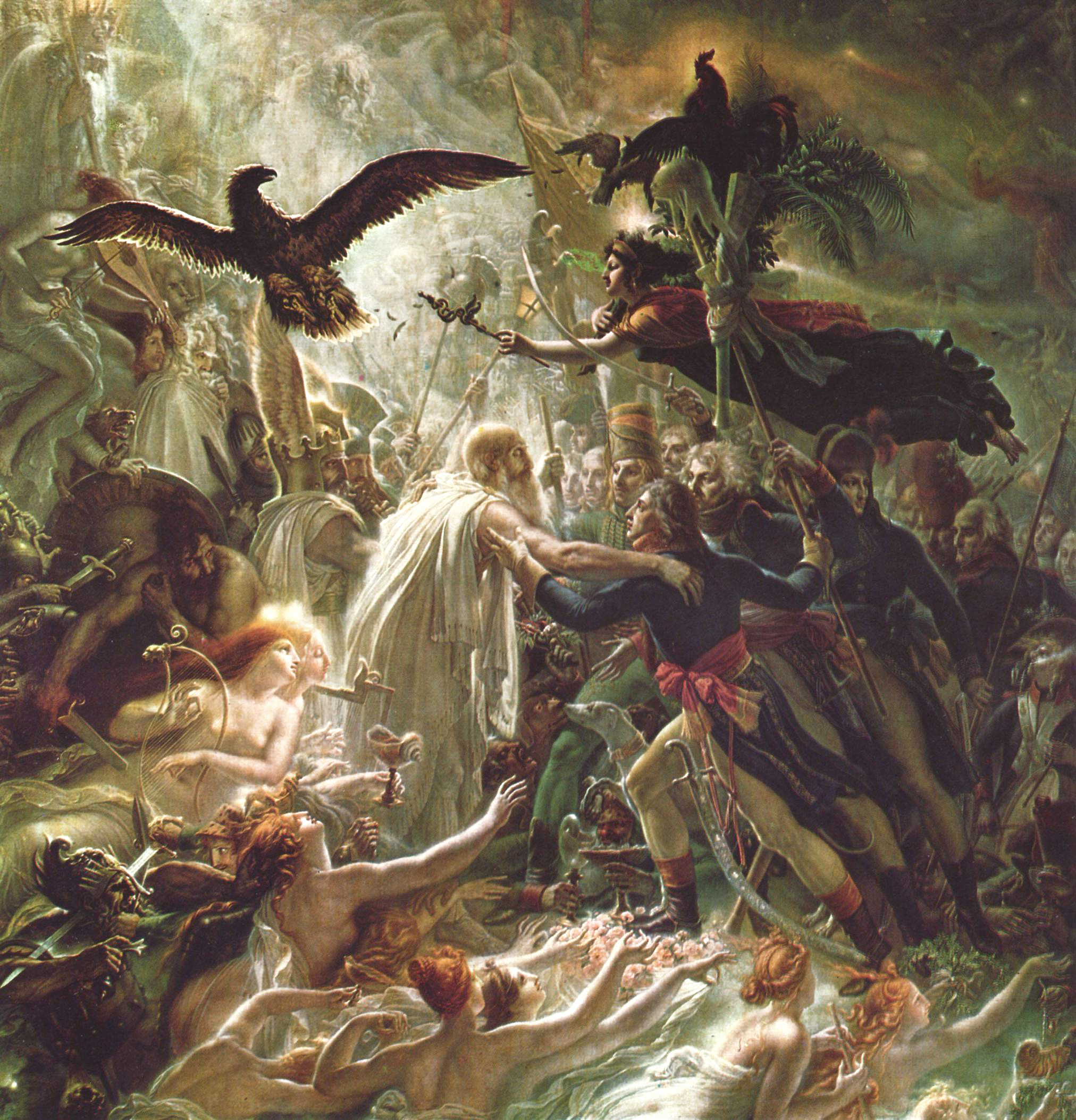
Ossian, ou L’Apothéose des Héros français morts pour la patrie pendant la guerre de la Liberté, toile de Girodet-Trioson.

Cette page concerne l'année 1800 en arts plastiques.

## Événements
- 2 septembre (15 fructidor an VIII) : Ouverture du Salon de l'an VIII. Cette édition du Salon se caractérise par l'exposition de portraits, bustes et allégories à la gloire de Napoléon Bonaparte. On y contemple notamment, une Allégorie du 18 brumaire d'Antoine-François Callet, et deux bustes du général Bonaparte, l'un par Louis Boizot et l'autre par Charles-Louis Corbet[1]. L'une des œuvres les plus remarquées est le portrait d'une négresse de Marie-Guillemine Benoist[2].
- Martin-Guillaume Biennais commence la réalisation de l'Athénienne de Napoléon Ier (musée du Louvre).

## Œuvres
- La Famille de Charles IV, portrait collectif réalisé à l'huile par Francisco de Goya, ainsi que ses portraits préparatoires :
  - Louis Ier d'Étrurie
  - L'Infant Antonio Pascual
  - L'Infant Charles de Bourbon
  - L'Infant François de Paule
  - L'Infante María Josefa
- 1800-1803 : La Maja nue, huile sur toile de Francisco de Goya.

## Naissances
- 7 janvier : Moritz-Daniel Oppenheim, peintre allemand († 26 février 1882),
- 12 janvier : Eugène Lami, peintre, aquarelliste, illustrateur, lithographe et décorateur français († 19 décembre 1890),
- 6 février : Achille Devéria, peintre français († 23 décembre 1857),
- 9 février : Josef von Hempel, peintre autrichien († 2 septembre 1871),
- 3 mars : François Meuret, peintre miniaturiste français († 5 juillet 1887),
- 4 mars : Wilhelm Brücke, peintre prussien († 1er avril 1874),
- 15 mars : Adolphe Roger, peintre français († 22 février 1880),
- 21 mars :
  - Alfred Johannot, peintre et graveur français († 7 décembre 1837),
  - Francesco Podesti, peintre italien († 10 février 1895),
- 31 mars : Félix Auvray, peintre, écrivain et caricaturiste français († 11 septembre 1833),
- 30 juin : Louis-Pierre Spindler, peintre, illustrateur et dessinateur français († 13 mai 1889),
- 26 juillet : Octave Tassaert, peintre et illustrateur français († 24 avril 1874),
- 4 octobre : Amile-Ursule Guillebaud, artiste peintre suisse († après 1880) ;
- 26 décembre : Augustin-Désiré Pajou, peintre français († 29 mars 1878),

- ? :
  - José Abella y Garaulet, peintre espagnol († 1884),
  - Giuseppe Molteni, peintre italien († 1867),
  - Alexandre Nikolaïevitch Mordvinov, peintre russe († 1858),
  - Antonio Porcelli, peintre italien († 31 décembre 1870),
  - François-Étienne Villeret, peintre et aquarelliste français († 1866),

- Vers 1800 :
  - Katsushika Ōi, artiste japonaise de Ukiyo-e († vers 1866),
  - Achille Leonardi, peintre italien († 1870).

## Décès
- 5 décembre : Carlo Frigerio, peintre italien (° 5 avril 1763),
- ? :
  - Marie-Louise-Adélaïde Boizot, graveuse française (° 15 août 1744),
  - Antonio Sarnelli, peintre italien (° 17 janvier 1712),
  - Oronzo Tiso, peintre italien de l'école napolitaine (° 1729).